# 刘荣卿
刘荣卿（1923年—2009年5月8日），男，四川新津人，中国皮肤性病学家，曾任中国人民解放军第三军医大学教授、博士生导师。